# Hiroko Yamasaki
Pour les articles homonymes, voir Yamasaki.
Hiroko Yamasaki (山崎 浩子, Yamasaki Hiroko), née le 3 janvier 1960 à Minamikyūshū, est une gymnaste japonaise.
Elle représente le Japon à l’épreuve individuelle de gymnastique rythmique aux Jeux Olympiques de 1984 à Los Angeles. Elle termine à égalité pour la 9e place lors des qualifications et se qualifie pour la finale; elle obtient alors la 8e place.

## Mariage et Église de l'Unification
En 1992, Yamasaki participe à un mariage collectif organisé par l’Église de l'Unification et épouse un homme japonais choisi pour elle par Sun Myung Moon. En 1993, elle rompt avec l’Église et, en 1994, dans un livre de mémoires, elle affirme qu'elle a été victime de lavage de cerveau par l'organisation religieuse et forcée d'acheter des objets religieux très chers.